# Rivière Charest
Rivière Charest är ett vattendrag i Kanada.   Det ligger i provinsen Québec, i den sydöstra delen av landet, 300 km öster om huvudstaden Ottawa.
Omgivningarna runt Rivière Charest är en mosaik av jordbruksmark och naturlig växtlighet. Runt Rivière Charest är det glesbefolkat, med 20 invånare per kvadratkilometer.